# Blazing Skies
 (décembre 2018).
Si vous disposez d'ouvrages ou d'articles de référence ou si vous connaissez des sites web de qualité traitant du thème abordé ici, merci de compléter l'article en donnant les références utiles à sa vérifiabilité et en les liant à la section « Notes et références ».
Blazing Skies est un jeu d'arcade de combats aériens, sorti sur Super Nintendo en 1992.

## Histoire du développement
Le jeu est sorti au Japon en 1992 sous le nom Sky Missions, puis en Amérique du Nord (le 29 septembre) sous le nom Wings 2: Aces High. Le 21 janvier 1993, le jeu est disponible en Europe sous le nom Blazing Skies.

## Préambule
Le jeu se déroule durant la Première Guerre mondiale. Aux commandes d'un avion de chasse frappé de la cible tricolore, le joueur est chargé de différentes missions: bombardement, mitraillage en rase-motte et duel aérien. Pour ce faire, le joueur doit faire son choix parmi les 5 pilotes disponibles à la caserne.

## Système de jeu
L'ordre des missions est imposé. Le joueur choisit le pilote qu'il désire placer derrière le manche et débute la partie après un court briefing, et éventuellement la visualisation d'une photo aérienne en cas de mission de bombardement.
Une mission peut se terminer par un succès : le joueur est alors invité à améliorer les capacités du pilote choisi (tir, pilotage, mécanique ou endurance). Si le joueur échoue, il reçoit une seconde chance. S'il échoue à nouveau, son pilote est rétrogradé (perte de grade et diminution de ses capacités) ou congédié. Lorsqu'un personnage est abattu, il ne peut plus être utilisé.

## À noter
Le manuel est illustré de nombreuses photographies datant de la Première Guerre mondiale. Celles-ci ont été fournies par le San Diego Aerospace Museum. On y trouve également une explication succincte quant aux origines de la Première Guerre mondiale.